# Romería de Santa Quiteria (Hoya de la Carrasca)
La Romería de Santa Quiteria es una peregrinación anual a la Ermita de Santa Quiteria, lugar de Arcos de las Salinas, provincia de Teruel, (Comunidad Autónoma de Aragón, España).
La celebración tiene lugar cada año —el domingo más próximo al 22 de mayo— y consiste en ir a Hoya de la Carrasca, en cuya ermita se celebra un acto religioso para ir después al collado Calderón, donde se hace la bendición de los panes y su entrega a los peregrinos.

## Historia
No existe constancia documental relativa a los orígenes de esta tradicional romería, pero atendiendo a su contenido —celebración primaveral, reunión festivo-religiosa de distintas localidades, baile, reparto de pan…— cabe encuadrarla entre las romerías penitenciales, cuyos comienzos se relacionan presuntamente con una rogativa en cierto momento de crisis social (peste, epidemia…).
Según creencia, la primera peregrinación tuvo lugar en el contexto de una epidemia, «para pedir a la santa su protección». La tradición dice que ninguno de los que fue a la romería se contagió, «mientras que muchos de los que se quedaron (en Puebla de San Miguel), fallecieron», lo que manifiesta a su vez la necesidad del ser humano de recurrir a los poderes sobrenaturales cuando los más inmediatos son limitados o ineficaces.
Asimismo, el hecho de que durante la celebración de la romería tenga lugar un reparto de pan bendecido (inicialmente a los pobres), implica un acto caritativo, compromiso adquirido por la comunidad para dar las gracias a la divinidad por un bien recibido, hecho que se refleja también en los «Gozos de Santa Quiteria»: Desde el niño hasta el mayor, / todos esperan el día/ de acudir en romería, / bien haga frío o calor, / a vuestra casa de amor / guiados por cierta señal. Antiguamente, la peregrinación se hacía caminando o a lomos de caballerías vistosamente engalanadas, hoy se hace en vehículos a motor, aunque hay algunos que todavía la hacen a pie, en especial desde Puebla de San Miguel.

## Desarrollo
Conceptualmente, toda romería implica un desplazamiento de los asistentes desde su población de origen o residencia habitual al lugar donde se halla el recinto sagrado donde tiene lugar la celebración, en este caso la Ermita de Santa Quiteria, situada en Hoya de la Carrasca, lugarcillo de Arcos de las Salinas, Teruel.
Desde el atrio exterior, bajo el soportal, puede observarse una estupenda vista del caserío de Hoya de la Carrasca:

«[...], los porteadoras cogen las andas con la imagen de santa Quiteria, la sacan del ermitorio y se dirigen en procesión al encuentro de los pueblanos, que ya bajan por la carretera con la cruz y los estandartes. La procesión la preside un crucífero, las andas la llevan cuatro mujeres... A unos cientos de metros del caserío la procesión se detiene, es el emotivo momento del encuentro entre ambas comunidades: previas las reverencias y cortesías, la procesión se unifica y baja en comitiva hasta Hoya de la Carrasca, entra en el caserío y sube hasta las últimas casas del Lugar. Antiguamente, el encuentro tenía lugar en la parte alta del Camino Real, pues la carretera no existía: allí el cura de la Puebla besaba el crucifijo que le ofrecían los de la Hoya...».
A Hoya de la Carrasca, por santa Quiteria, Alfredo Sánchez Garzón

Al llegar a las últimas casas, la procesión invierte la marcha y baja de nuevo hasta la carretera, cruza la vía y se dirige al ermitorio por el nuevo camino cementado.
La celebración religiosa consiste en una misa, seguida de un tentempié que ofrecen los vecinos de Hoya de la Carrasca a los peregrinos y visitantes. A continuación, los asistentes se desplazan al «Collado Calderón», cerro situado en el término de Puebla de San Miguel, donde se hace la «bendición de los panes y su reparto» entre los asistentes.
Como toda celebración, la romería de Santa Quiteria ha sufrido altibajos, antaño era muy concurrida, ya que a su convocatoria acudían multitud de peregrinos de todos los pueblos del entorno comarcal del Rincón de Ademuz, por Valencia y del aragonés: Las Dueñas, Arcos de las Salinas, Losilla, etc. No obstante la dramática despoblación que afecta la zona, la romería continúa celebrándose.
El estribillo de los Gozos —Pues con Dios sois valedora / y abogada universal. / Defiéndenos de la rabia/ y del pecado mortal—, recoge bien la dimensión espiritual y mundana que santa Quiteria representa, asimilando el «pecado» con la «rabia», y el «perro» que tiene sujeto mediante una cadena, con el «maligno» (Luzbel), ya que la rabia fue una enfermedad mortal que tuvo su importancia en el mundo rural.

## Galería

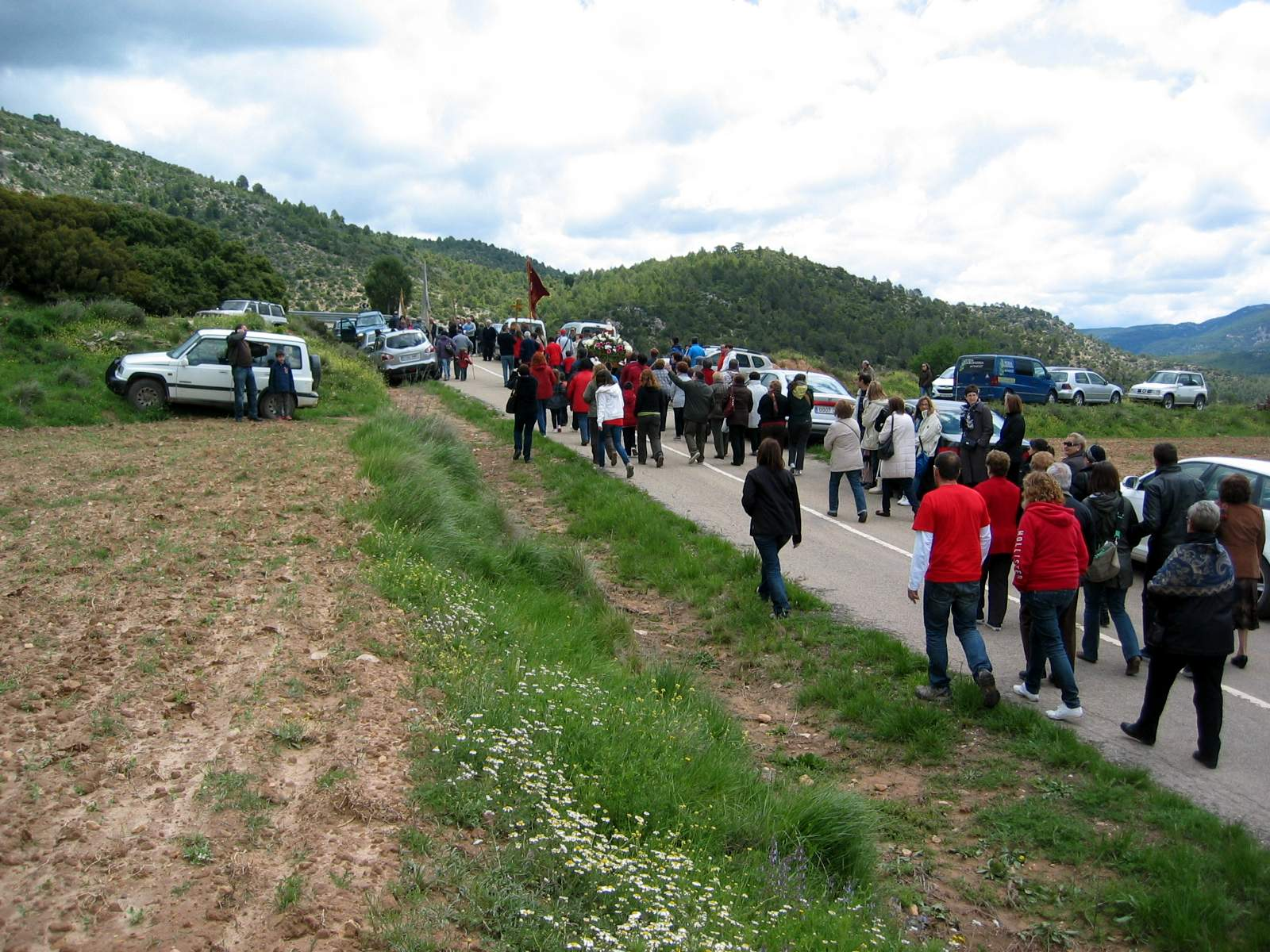
Detalle de la comitiva que sube a recibir a los de Puebla de San Miguel (Valencia), durante la «Romería de Santa Quiteria», en Hoya de la Carrasca, Arcos de las Salinas (Teruel), año 2013.
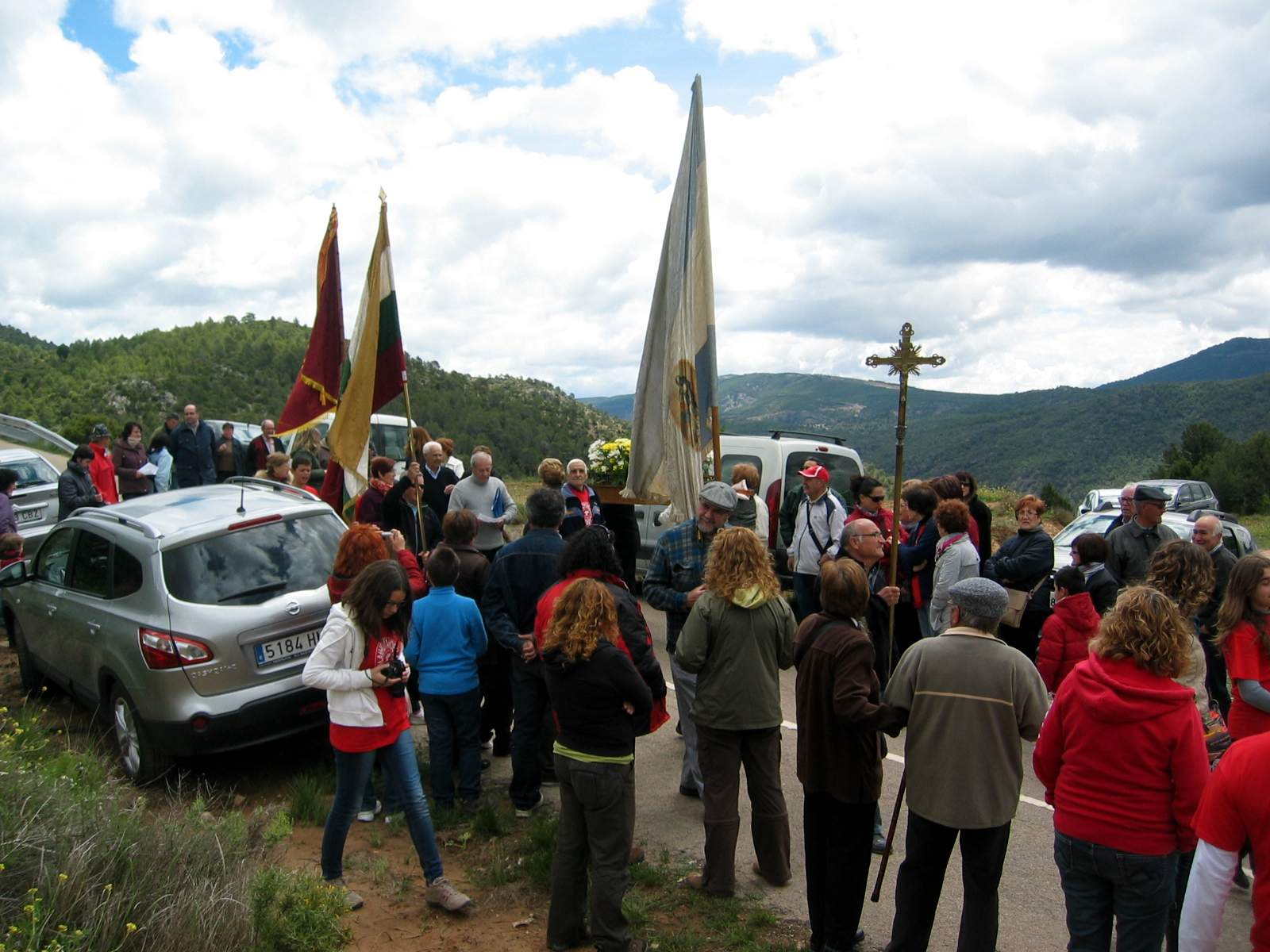
Detalle de la bajada de la comitiva con los de Puebla de San Miguel (Valencia), durante la «Romería de Santa Quiteria», en Hoya de la Carrasca, Arcos de las Salinas (Teruel), año 2013.
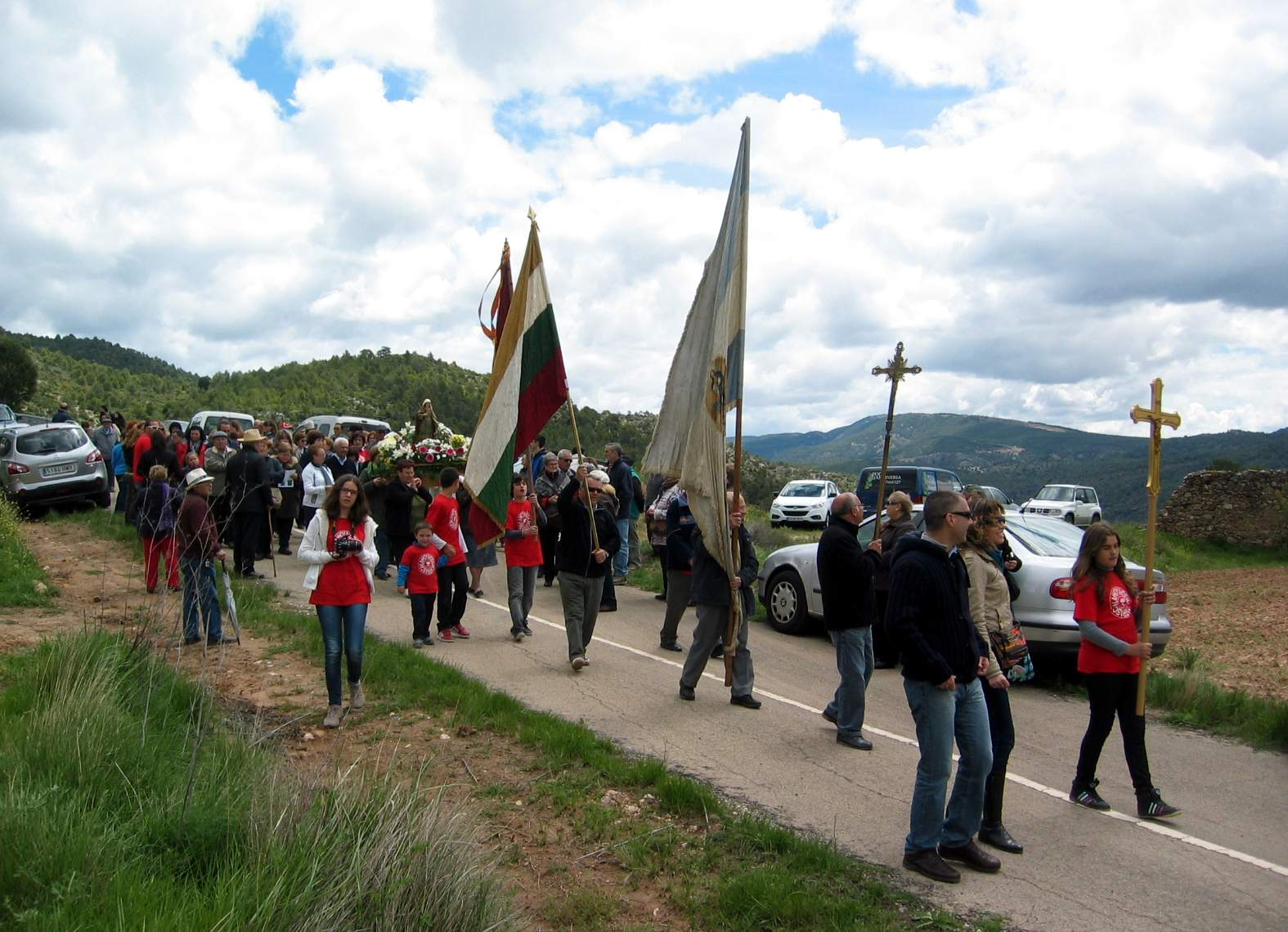
Detalle de la Romería de Santa Quiteria, en Hoya de la Carrasca, año 2013.
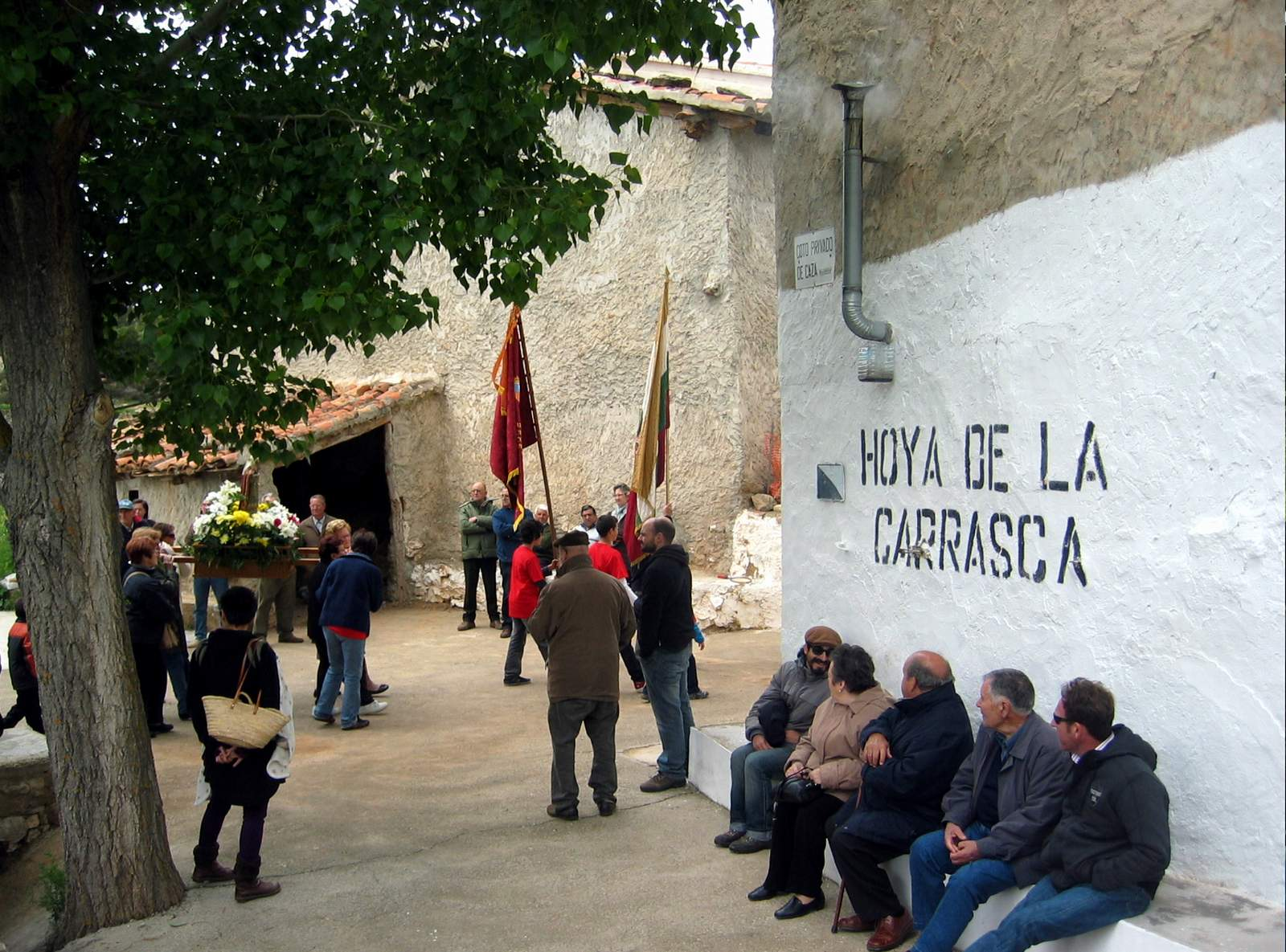
Detalle de la Romería de Santa Quiteria, en Hoya de la Carrasca, año 2013.
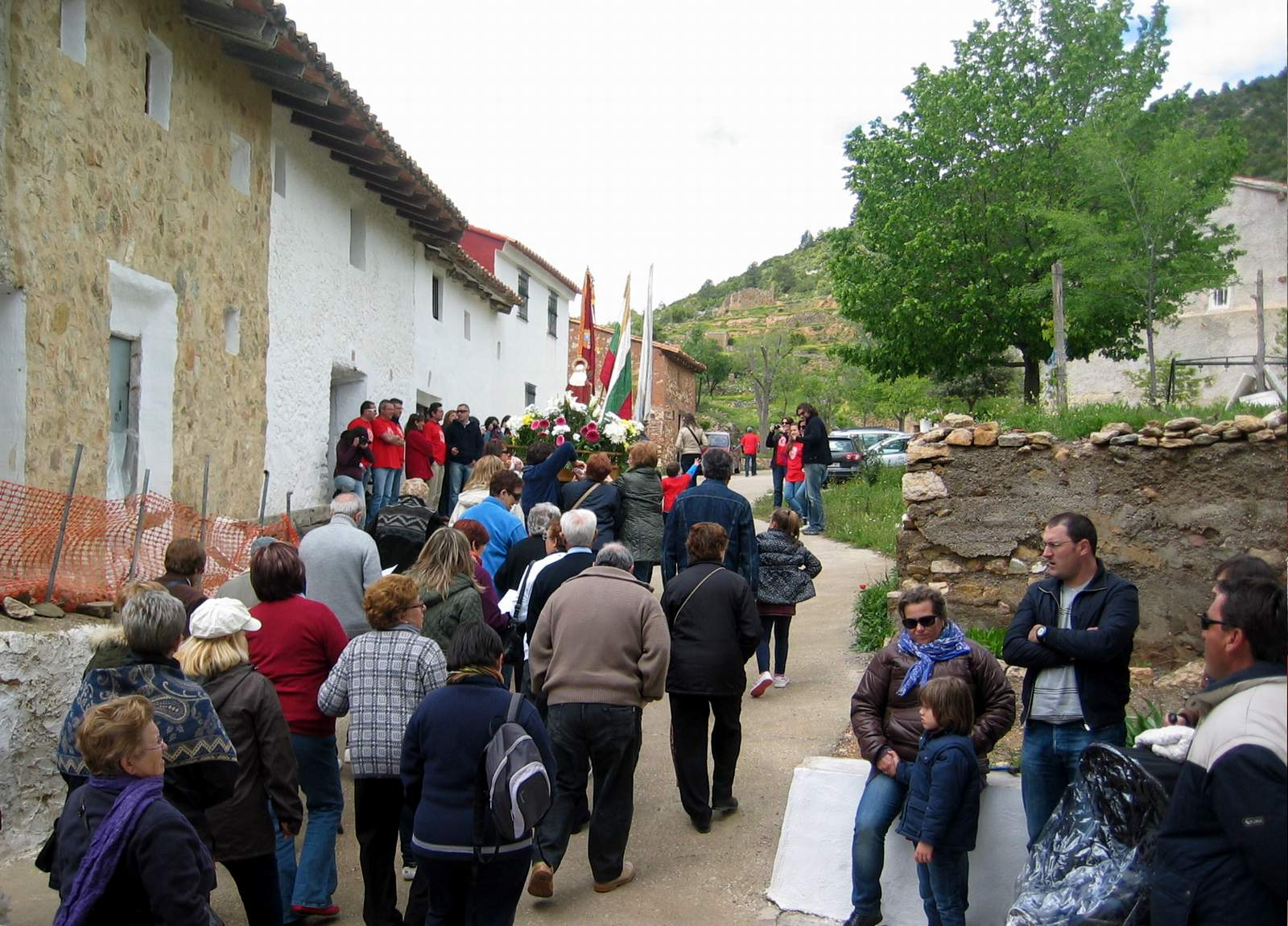
Detalle de la Romería de Santa Quiteria, en Hoya de la Carrasca, año 2013.
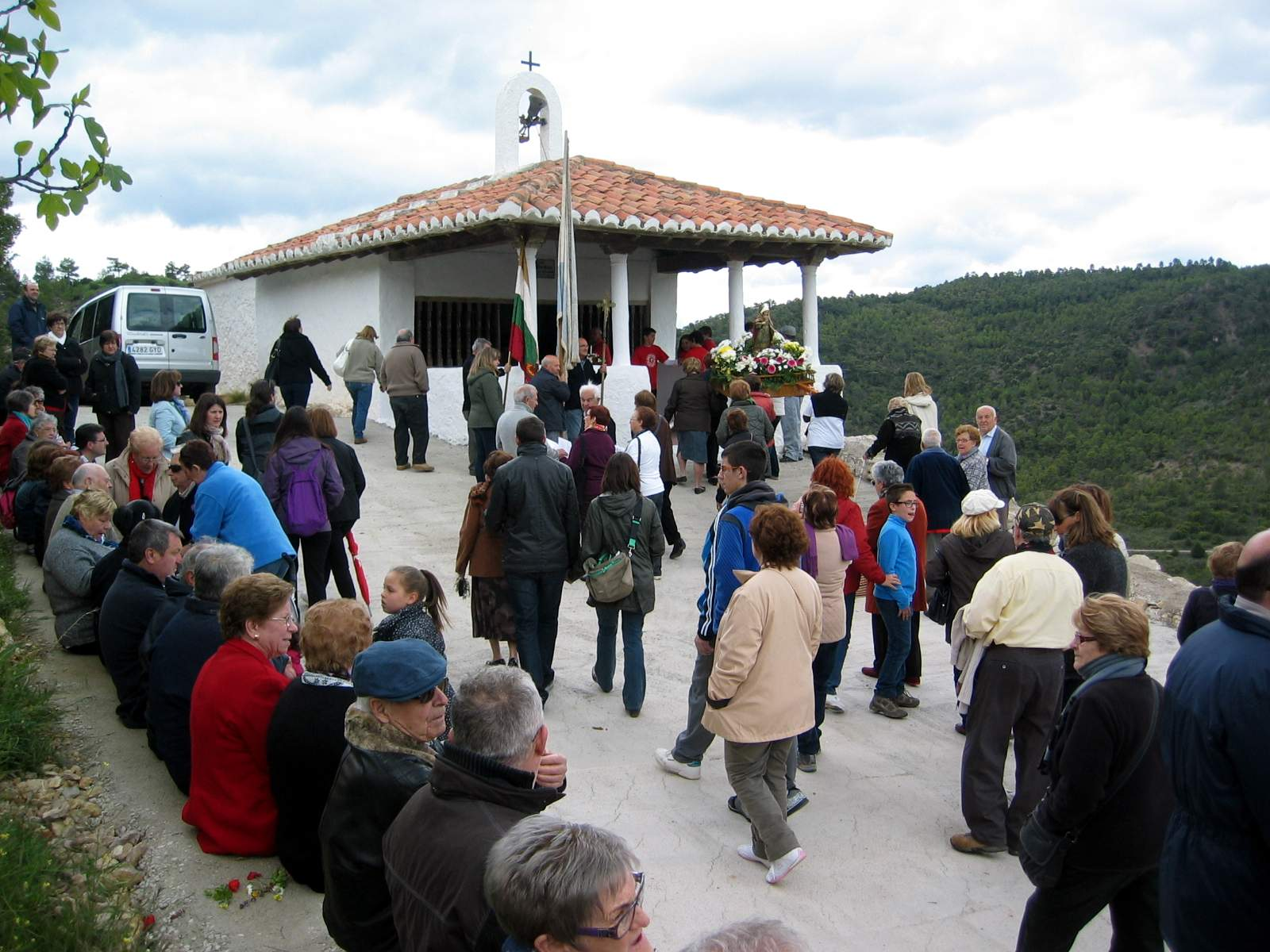
Detalle de la Romería de Santa Quiteria, en Hoya de la Carrasca, año 2013.
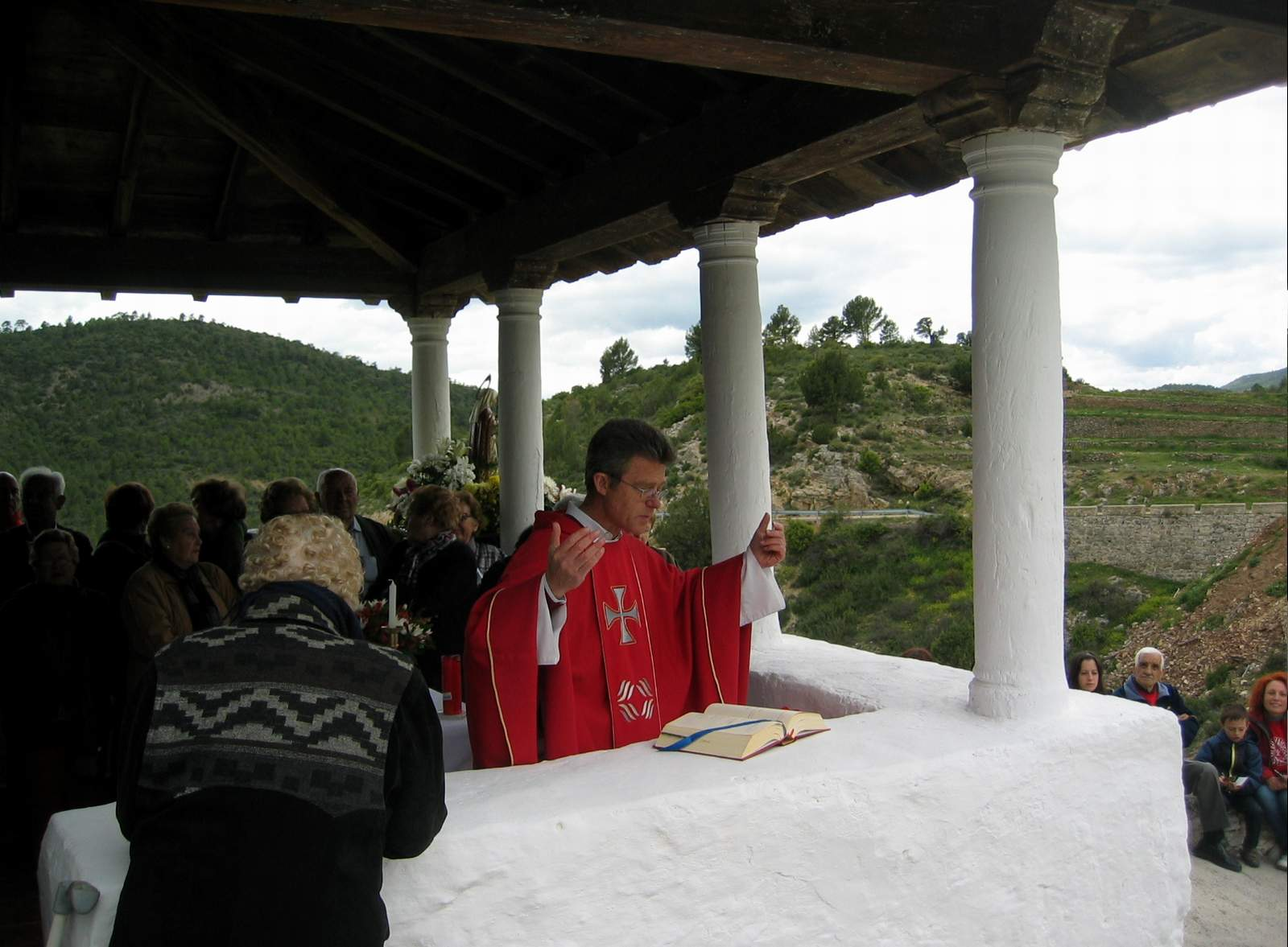
Detalle de la Romería de Santa Quiteria, en Hoya de la Carrasca, año 2013.
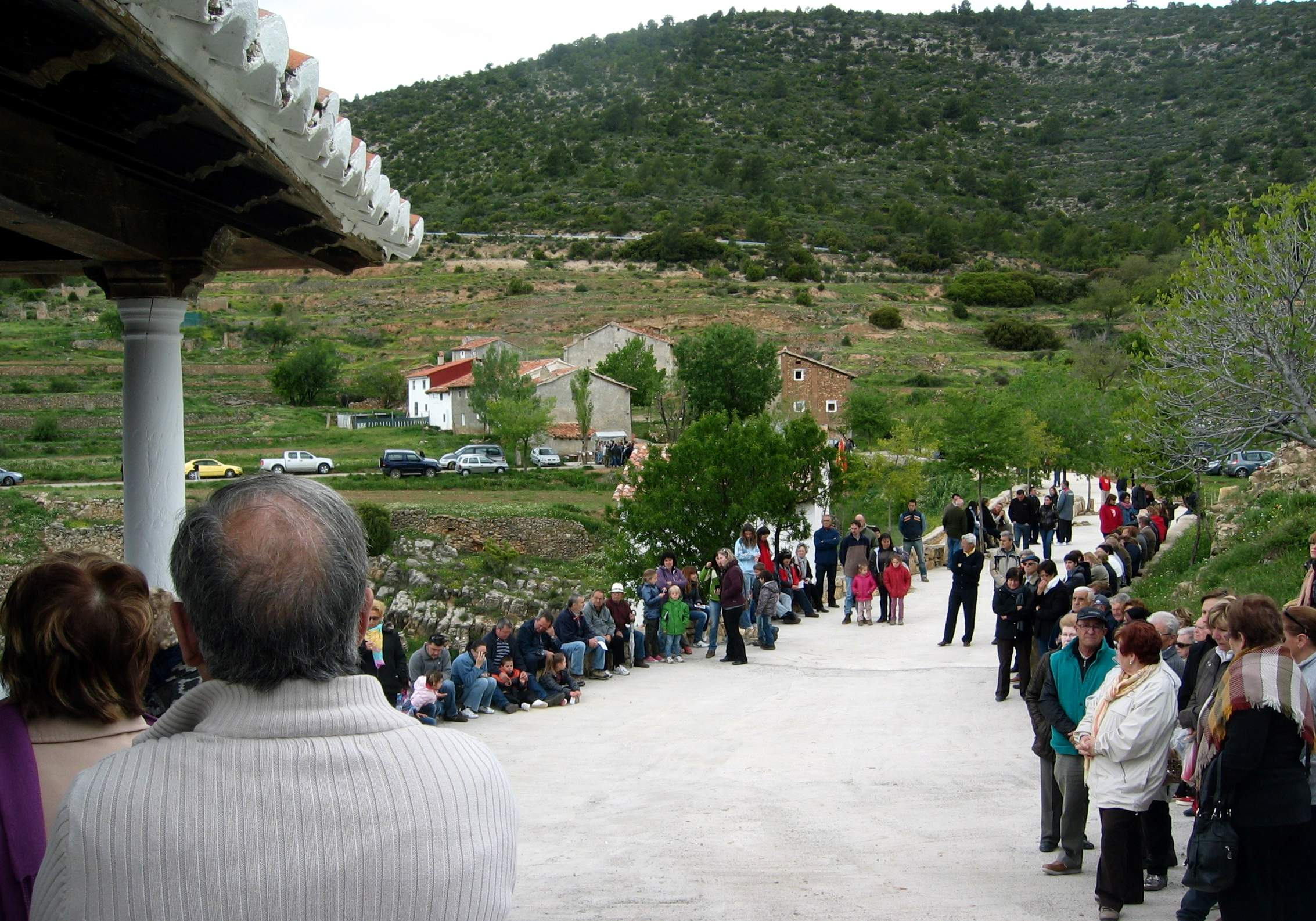
Detalle de la Romería de Santa Quiteria, en Hoya de la Carrasca, año 2013.
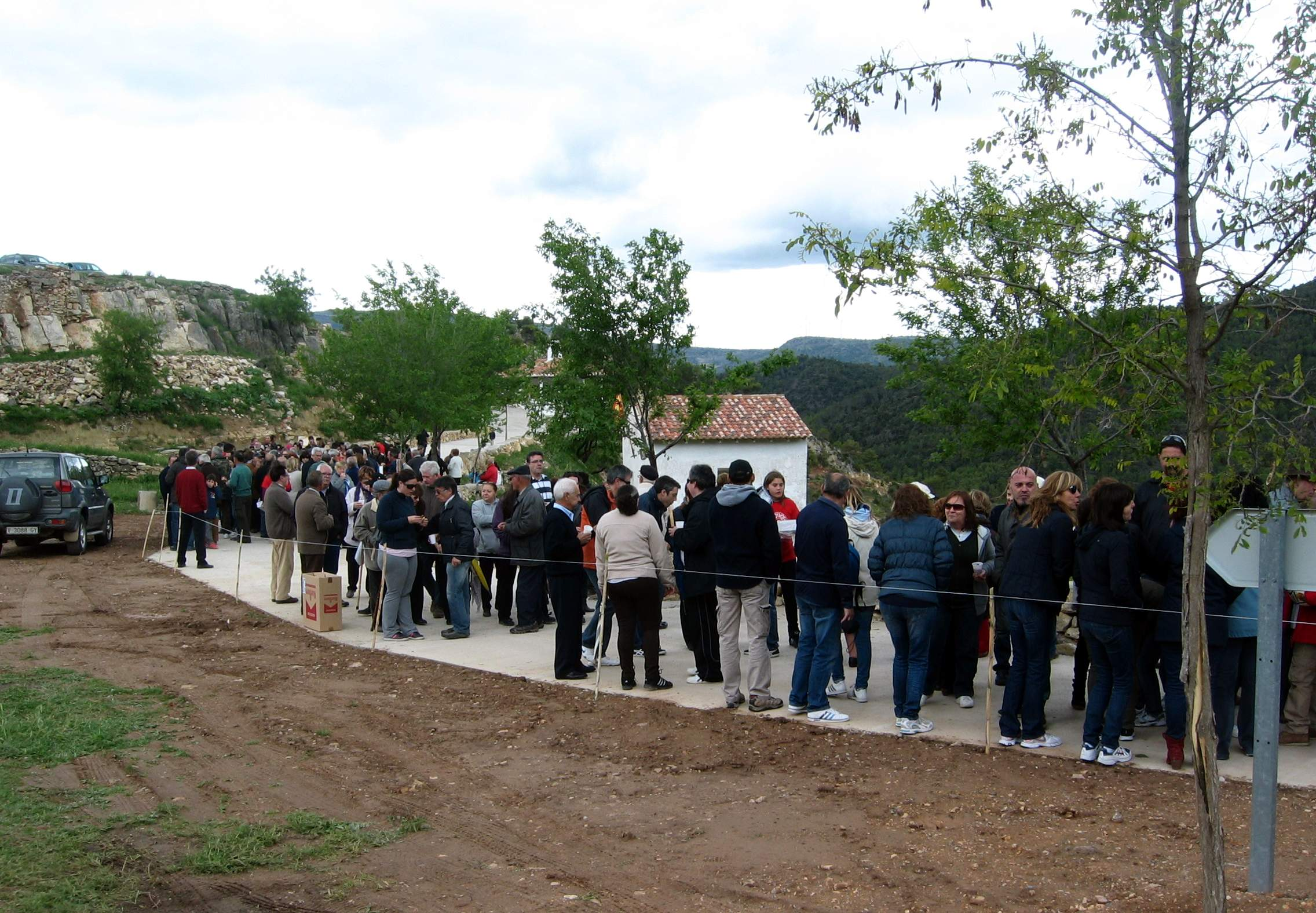
Romería de Santa Quiteria: detalle de la bendición y reparto del pan en el «Collado Calderón», Puebla de San Miguel, año 2013.
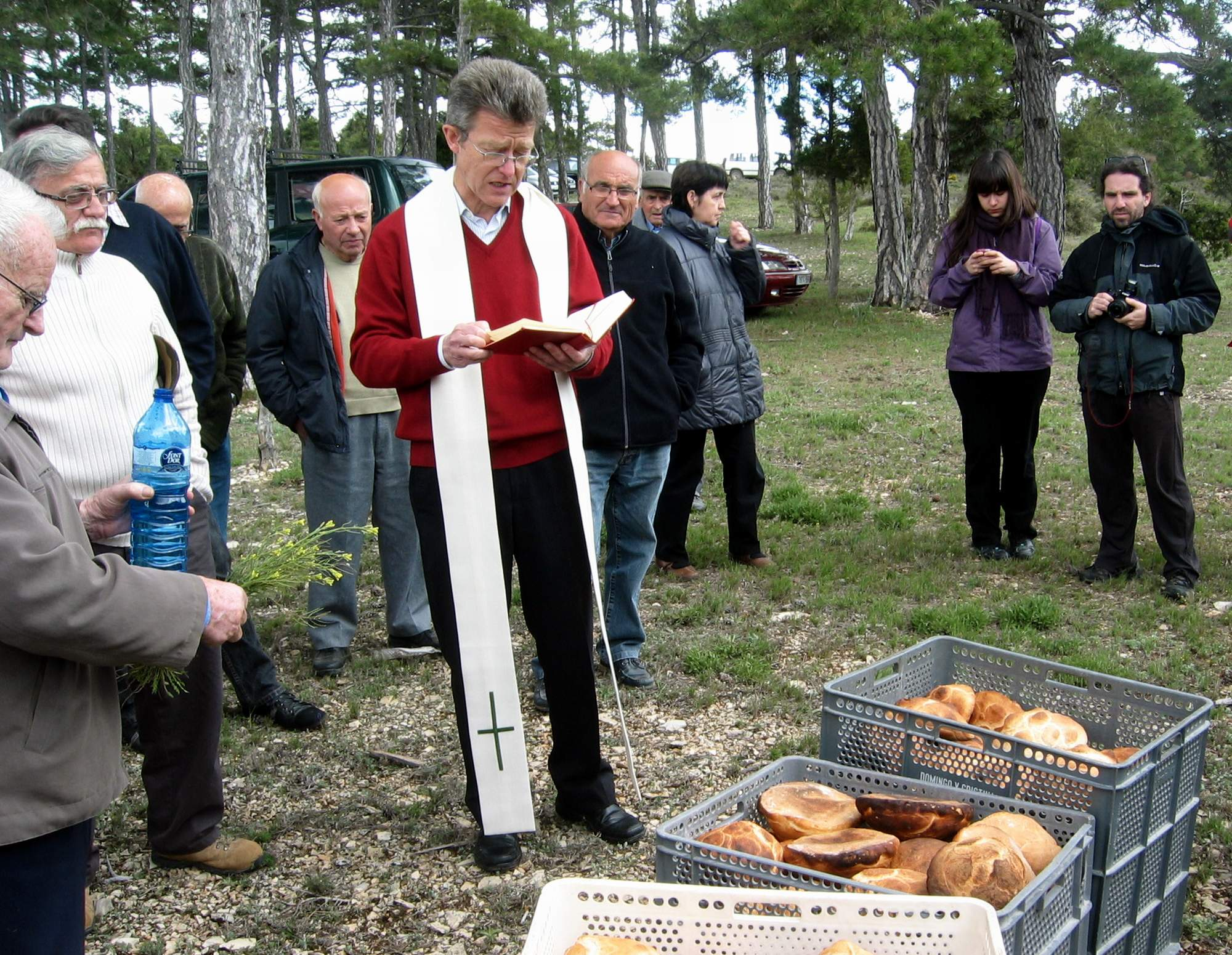
Romería de Santa Quiteria: detalle de la bendición y reparto del pan en el «Collado Calderón», Puebla de San Miguel, año 2013.
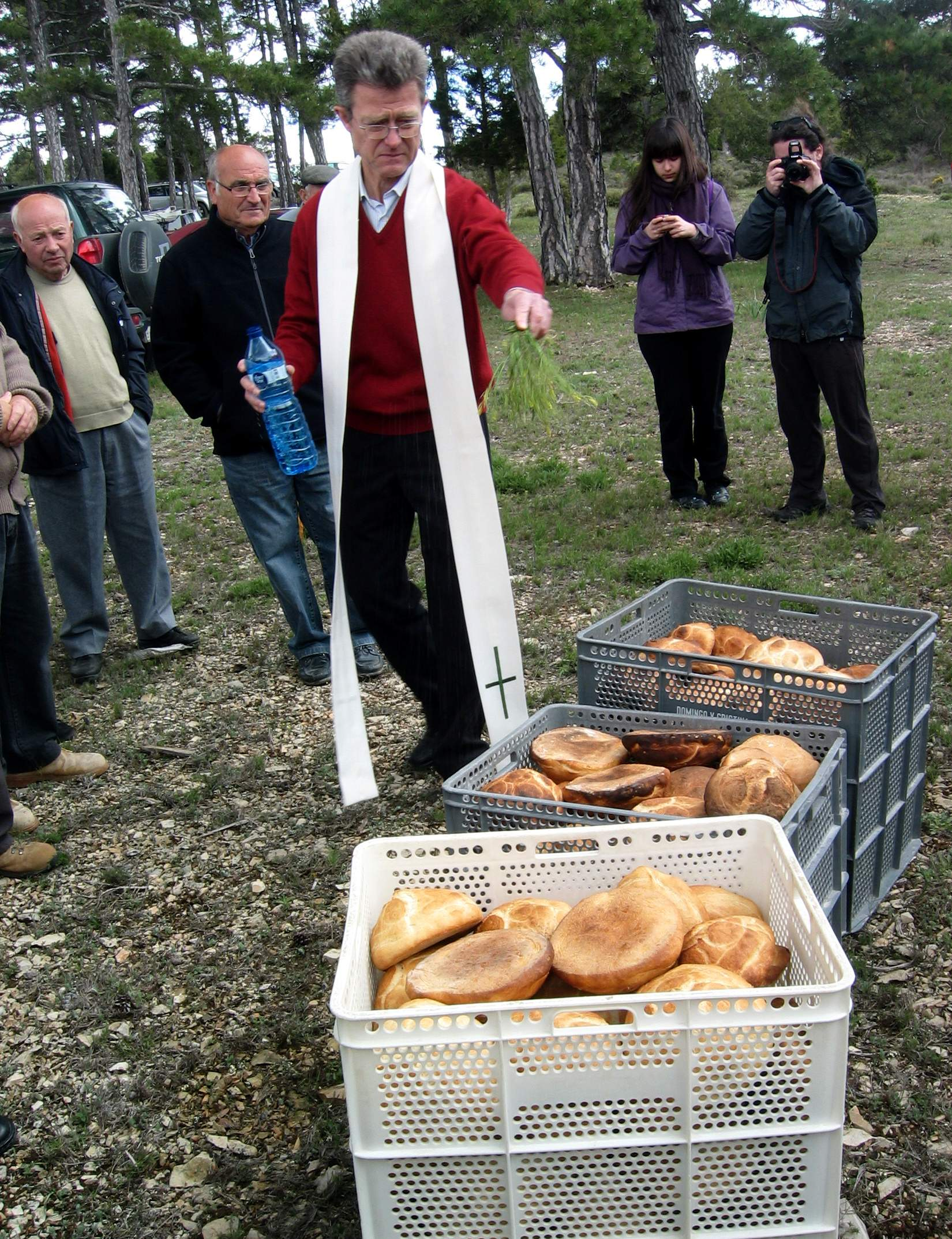
Romería de Santa Quiteria: detalle de la bendición y reparto del pan en el «Collado Calderón», Puebla de San Miguel, año 2013.
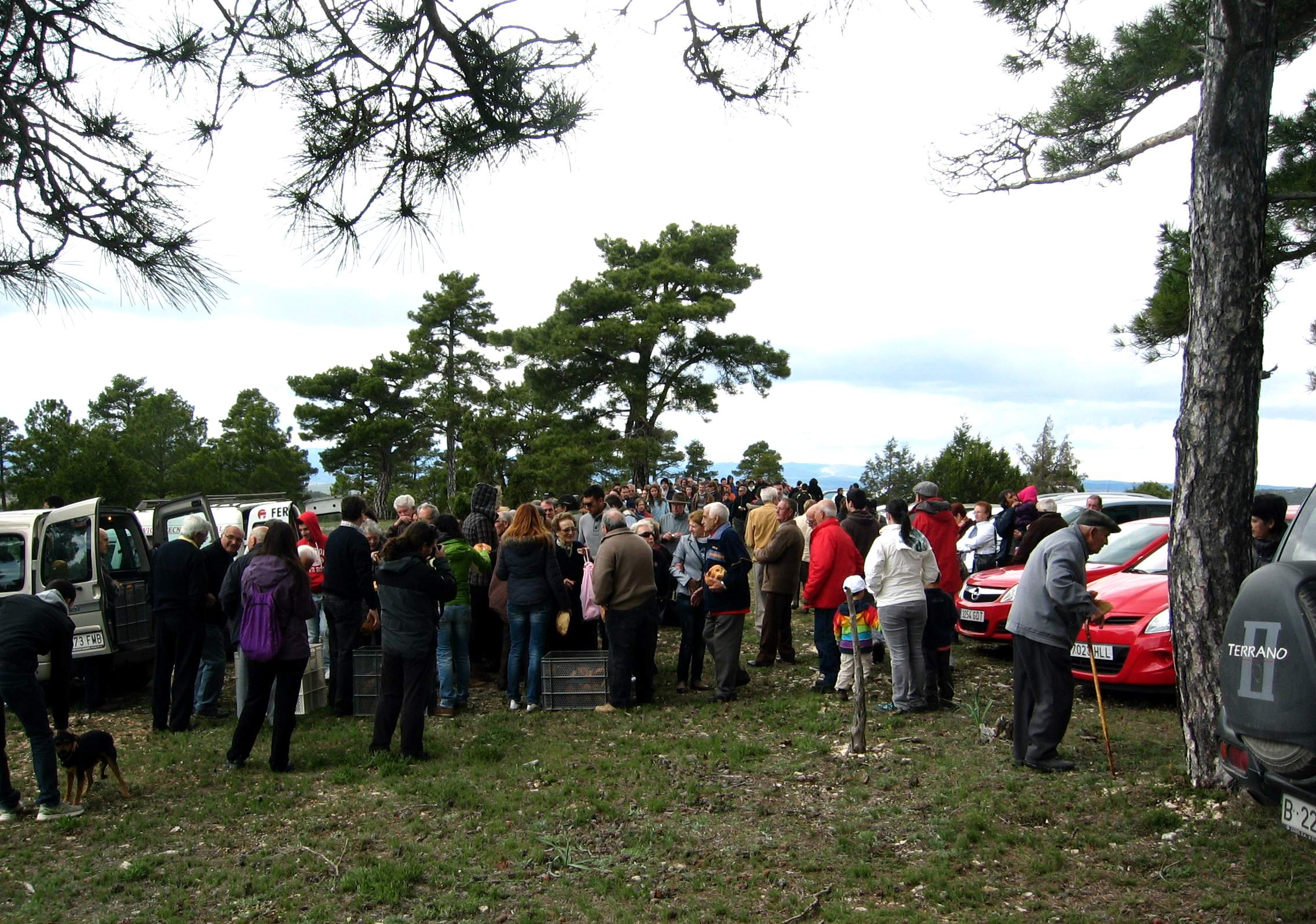
Romería de Santa Quiteria: detalle de la bendición y reparto del pan en el «Collado Calderón», Puebla de San Miguel, año 2013.